# Китаева, Мария Владимировна
Мари́я Влади́мировна Кита́ева (род. 14 октября 1983, Бельгия) — российская телеведущая программы «Вести» на «Россия-24» и государственный деятель. Советник министра обороны Российской Федерации с 2012 по 2023 год, действительный государственный советник Российской Федерации 3 класса (2014).

## Биография

### Происхождение
Родилась 14 октября 1983 года в Бельгии в семье дипломатов, позже семья переехала в Москву, где Мария училась в средней школе № 1234.

### Трудовая деятельность
Студенткой участвовала в театральных постановках.
В 2003 году снялась в драме «Год Лошади — созвездие Скорпиона».
В 2003—2004 годах значилась как резидент АНО культурно-просветительского объединения «ФОМА ЦЕНТР». В 2004 году принимала участие в съёмках фильма «Год Лошади: Созвездие скорпиона».
С 2006 по 2008 год работала журналистом и телеведущей на телеканале «Столица».
С марта 2008 по май 2010 года работала ведущей новостей и ведущей программы «Служу России» на телеканале «Звезда».
С 2010 по 2012 года работала на ВГТРК, телеведущей новостей «Вести 24». в 2011 году вела Прямую линию с Владимиром Путиным. Участвовала в работе над документальными фильмами «Восточная Россия» и М-58 «Амур», вела репортажи из Сирии, Туниса и Ливии. Участвовала в создании документальных фильмом о работе МЧС России.
С июня по ноябрь 2012 года работала советником по информационной политике губернатора Московской области С. К. Шойгу. В ноябре 2012 года была назначена советником и пресс-секретарём Министра обороны Российской Федерации С. К. Шойгу.
В январе 2014 года, Указом Президента РФ В. В. Путина, в 31 год присвоен классный чин — Действительный государственный советник Российской Федерации 3 класса.
В 2017 году ушла в декретный отпуск.
В 2023 году стала советницей новой главы Третьяковской галереи Елены Проничевой.

## Семья и личная жизнь
С 2008 года Мария Китаева была замужем за автомобильным экспертом Алексеем Тузовым. В семье родилось трое детей: две дочери (Василиса и Анастасия), сын Александр.
В 2020 году «Медиазона» и Scanner Project писали, что Китаева замужем за заместителем министра обороны РФ Юрием Садовенко:
- Если сравнить декларации о доходах Китаевой и Садовенко, то можно заметить, что за 2014, 2016 и 2018 годы они оба указывали появление детей. Площадь квартир, которые находятся у детей в пользовании, также полностью совпадают.
- Чёрный Mercedes-Benz, на котором Китаева, судя по фото, развозила продукты как участница акции «Мы вместе», зарегистрирован на заместителя министра обороны Юрия Садовенко и включён в его декларацию.

В июле 2023 года команда Алексея Навального на основании полученного ими архива почты Китаевой и анализу фотографий в Instagram пришла к выводу, что Китаева, вероятно, вышла замуж за замминистра обороны РФ Тимура Иванова (на одном из снимков пары на правой руке Китаевой можно заметить обручальное кольцо; в ноябре 2022 года Китаева заказывала совместные визитки с Ивановым, а через месяц купила пижамы с инициалами на воротнике — MK и TI) и после российского вторжения в Украину путешествовала по Европе.
В публикации Коммерсанта за апрель 2024 года Китаева названа третьей женой Тимура Иванова.

## Критика

### Военно-картографическая фабрика
Летом 2012 года при министре Анатолии Сердюкове Минобороны РФ приватизировало 439-ю Центральную экспериментальную военно-картографическую фабрику как непрофильный актив. ОАО «439 ЦЭВКФ» на 99,9971 % перешло в собственность кипрской компании Meligousta Ltd., в распоряжении ведомства осталась «золотая акция» в 0,003 %.
В сентябре 2015 года кипрская Bostolio Properties Ltd с одобрения Минобороны РФ выкупила Meligousta Ltd у двух офшорных компаний с Британских Виргинских островов, и само стало акционером ОАО «439 ЦЭВКФ». Так как у Минобороны РФ оставалась «золотая акция», эта сделка не могла состояться без согласия ведомства.
После продажи новому офшору фабрику начали реконструировать: на месте бывших цехов возвели элитный жилой комплекс Cloud Nine. Объектом занималась компания «Vesper» Дениса Китаева (родного брата Марии Китаевой). Судя по отчётности офшоров, первый раз фабрика была продана за €25,5 млн, новый владелец выкупил объект за €32,7 млн. В обоих случаях покупатели серьёзно сэкономили: согласно отчёту оценщика, стоимость объекта до реконструкции в 2015 году составляла 3,3 млрд рублей.

## Санкции
6 мая 2022 года, из-за вторжения России на Украину, внесена в санкционный список Канады за «соучастие в выборе президента Путина вторгнуться в мирную и суверенную страну». С 19 октября 2022 года находится под санкциями Украины за «пропаганду путинского режима и поддержку войны против Украины».

## Награды

#### Правительственные награды
- Благодарность Правительства Российской Федерации (3 марта 2012 года) — за активное участие в освещении деятельности Председателя Правительства Российской Федерации[14]

#### Ведомственные награды
- медаль «За трудовую доблесть» (Минобороны)
- медаль «За возвращение Крыма»
- памятный знак «250 лет Генеральному штабу»